# Xã Hamlin, Quận Mason, Michigan
Xã Hamlin (tiếng Anh: Hamlin Township) là một xã thuộc quận Mason, tiểu bang Michigan, Hoa Kỳ. Năm 2010, dân số của xã này là 3.408 người.